# Stephen R. Lawhead
Stephen R. Lawhead, född 2 juli 1950, är en amerikansk författare bosatt i England. Han har skrivit flera böcker inom framför allt fantasy och science fiction, men även inom historisk fiktion.

## Böcker som översatts till svenska
Albiontrilogin:
- Paradiskriget (2001)
- Silverhanden (2002)
- Den ändlösa knuten (2002)